# Il segreto di David - The Stepfather
Il segreto di David - The Stepfather (The Stepfather) è un film del 2009 diretto da Nelson McCormick, interpretato da Dylan Walsh, Penn Badgley e Sela Ward.
Il film è un remake del film The Stepfather - Il patrigno, diretto nel 1987 da Joseph Ruben e interpretato da Terry O'Quinn.
Prodotto e distribuito dalla Screen Gems negli Stati Uniti, in Italia il film è stato distribuito direttamente in DVD e Blu-Ray Disc dalla Sony Pictures a partire dal 9 giugno 2010.

## Trama
Portland, Oregon. 
Di ritorno da una scuola militare correttiva per ragazzi difficili, il giovane Michael trova la madre Susan - divorziata dal primo marito che la tradiva - di nuovo innamorata ed in procinto di sposarsi con David Harris, un uomo conosciuto solo qualche mese prima in un supermercato.
Sulle prime cordiale nei suoi confronti, ben presto però il giovane inizia a notare alcuni particolari che lo portano a sospettare del futuro patrigno, come il fatto che egli non voglia essere fotografato e che lasci il lavoro quando gli viene chiesto di fornire le generalità per ultimare il contratto d'assunzione. 
Nonostante la madre sia molto felice nella nuova relazione e la fidanzata Kelly lo accusi di essere troppo diffidente, Michael chiede al padre, con il quale aveva interrotto ogni rapporto, d'indagare sul conto di David. Tuttavia, quando questi sparisce all'improvviso e viene trovata morta l'anziana vicina di casa che aveva detto a Susan d'avere visto alla tv l'identikit di un serial killer con una forte somiglianza con David, i sospetti di Michael diventano realtà, portandolo a scontrarsi con il mostro che si nasconde dietro a quell'uomo apparentemente perfetto.

## Curiosità
Nelle ultime sequenze, troviamo Dylan Walsh e Jessalyn Gilsig recitare di nuovo insieme, anche se per pochissime scene, dopo Nip/Tuck, serie TV in cui interpretano rispettivamente Sean McNamara e Gina Russo.
Alla fine del film è presente un omaggio alla celebre scena della doccia di Psycho, dal momento che si vede una tenda strappata in modo uguale a quella di Marion Crane nel capolavoro di Alfred Hitchcock.